# Luigi Nono (malíř)
Luigi Nono (8. prosince 1850, Fusina – 17. října 1918, Benátky) byl italský malíř, představitel benátské školy 19. století.

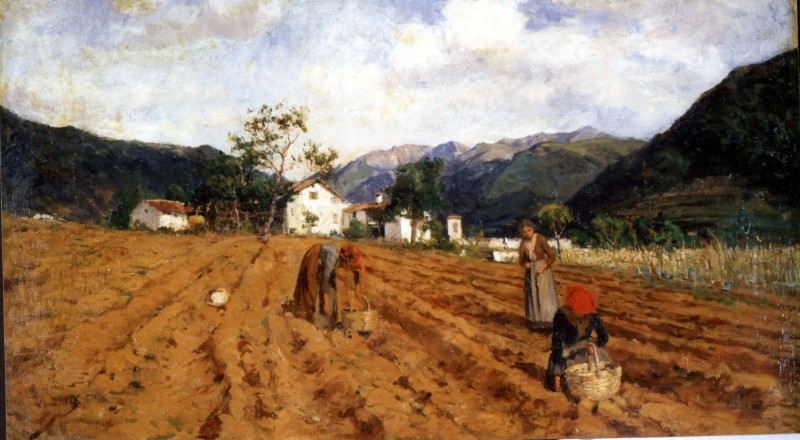
Luigi Nono: Sklizeň brambor, 1877

Studoval v Benátkách a ve dvaceti letech odešel do Polceniga, aby se věnoval krajinomalbě. Proslavil se v oblasti žánrové malby. Jeho vnuk stejného jména Luigi Nono se stal významným hudebním skladatelem.